# Bluestem
Bluestem az Amerikai Egyesült Államok északnyugati részén, Washington állam Lincoln megyéjében elhelyezkedő önkormányzat nélküli település.
Bluestem postahivatala 1906 és 1951 között működött. A település nevét a közeli búzamezőről kapta.

## Fordítás
- Ez a szócikk részben vagy egészben  a   Bluestem, Washington című angol Wikipédia-szócikk ezen változatának fordításán alapul.  Az eredeti cikk szerkesztőit annak laptörténete sorolja fel. Ez a jelzés csupán a megfogalmazás eredetét és a szerzői jogokat jelzi, nem szolgál a cikkben szereplő információk forrásmegjelöléseként.